# Knysna
Knysna [ˈnaɪznə] ist eine Stadt an der touristischen Strecke Garden Route in der südafrikanischen Provinz Westkap. Die Stadt gehört zur Lokalgemeinde Knysna im Distrikt Garden Route.
Der Ortsname entstammt dem Sprachschatz der Khoikhoi-Bevölkerung und bedeutet „Farne“ oder „Farnblätter“.

## Geographie
Knysna liegt an einer rund 20 Quadratkilometer großen Lagune, die nur durch eine schmale felsige Einfahrt – die Knysna Heads – mit dem Indischen Ozean verbunden ist. Hier mündet der Knysna River. Im Hinterland der Stadt steigen die Outeniqua-Berge auf, die wie die gesamte Umgebung dank eines ausgeglichenen Klimas und über das ganze Jahr verteilter Niederschläge eine dauerhaft grüne Vegetation zeigen.
Das Klima Knysnas ist ganzjährig mild. Am wenigsten Regen gibt es im Winter. Der jährliche Durchschnitt liegt bei 770 mm. Die durchschnittliche Temperatur im Januar ist 26 °C; im Winter (von Juni bis August) sinkt sie bis auf ungefähr 18 °C. Der Indische Ozean ist bei Knysna so warm, dass man auch im Winter baden kann.
2011 hatte Knysna 51.078 Einwohner.

## Geschichte
Knysna entstand 1882 durch die Zusammenlegung von zwei kleineren Ortschaften, Melville (1825 gegründet) und Newhaven (1846 gegründet). Den Stadtstatus erlangte Knysna im Jahre 1881.

## Sehenswürdigkeiten
In der Umgebung von Knysna liegt der afromontane Knysna Forest. Der Wald wurde in der Vergangenheit durch die Forstwirtschaft teilweise ausgebeutet. Heute ist er, als ein Naturerbe Südafrikas, besonders geschützt und wird nur noch unter sehr strengen Auflagen nachhaltig bewirtschaftet. Dieser ursprüngliche Wald ist die Heimat der Elefanten von Knysna. Diese Elefanten leben zurückgezogen in den Wäldern. Ihre genaue Zahl ist nicht bekannt. Nach neueren Untersuchungen von Gareth Patterson konnten fünf weibliche Elefanten und ein Elefantenbulle in dem Waldgebiet nachgewiesen werden. Außerdem gibt es Elefanten im Knysna Elephant Park nahe der Stadt.
Im örtlichen Township von Knysna Rastafari Community befindet sich die größte Rastafari-Gemeinschaft Südafrikas. Einmal im Jahr findet dort im August ein großes Fest statt, zu dem Rastafari von weit her kommen.
Ein Projekt der Rastafaris ist der sogenannte Eco-Trail. Die ortsfremden Eukalyptuswälder in der Region werden abgeholzt und mit einheimischen Hölzern wieder aufgeforstet. Der Eco-Trail ist ein Waldlehrpfad, der als Beitrag zum Gemeinwesen und als ökologische Touristenattraktion angelegt wurde.
Außerdem existiert in Knysna eine Waterfront (Knysna Waterfront Quays).
Über eine Brücke ist die Thesen-Insel erreichbar. Dort gibt es einen Yachthafen mit 19 künstlichen Inseln. Es ist auch guter Ausgangspunkt für Bootsfahrten zu den Knysna Heads, zwei Sandsteinklippen, die die Bootsausfahrt von dem Ästuar des Knysna River (englisch Knysna Lagoon) in den Indischen Ozean bilden. Benannt wurde die Insel nach der norwegischen Holzhändlerfamilie Thesen, die sich im 19. Jahrhundert in Knysna niederließ und 1922 eine Holzverarbeitungsfabrik auf der Insel gründete.

## Verkehr
Bis 1954 gab es in Knysna einen Hafen, der vor allem für die Abfuhr von Holz verwendet wurde. Eine schmalspurige Eisenbahnstrecke, die Knysna Forest Railway, verband diesen Hafen zwischen 1907 und 1949 mit den Holzabbaugebieten und Sägewerken.
Im Jahre 1928 wurde Knysna an das Netz der früheren South African Railways angebunden, wodurch der Hafen an Bedeutung verlor. Zwischen der Nachbarstadt George und Knysna verkehrte bis August 2006 eine historische Dampfeisenbahn, der Outeniqua Choo-Tjoe. Dieser Zug war zuletzt einer der wenigen planmäßig verkehrenden Dampfzüge im Land und war wegen der spektakulären Strecke entlang der Küste bei Eisenbahnfreunden und Touristen beliebt.
Knysna liegt an der Nationalstraße N2 zwischen George und Plettenberg Bay. Nach Norden führt eine Straße über den Prince Alfred’s Pass nach Avontuur.

## Veranstaltungen
Jährliche Veranstaltungen sind das „Austernfest“ im Juli und der Knysnaer Marathon vom „Kopf zum Kopf“ im November.
Im Sommer 2010 wurde die Stadt zum Synonym für die negativen Vorgänge innerhalb der französischen Fußballnationalelf („Fiasko von Knysna“), die dort während der Weltmeisterschaftsendrunde Quartier bezogen hatte.

## Söhne und Töchter der Stadt
- Augusta Vera Duthie (1881–1963), Botanikerin und Hochschullehrerin
- Alan Winde (* 1965), Premierminister der Provinz Western Cape
- Warrick Gelant (* 1995), Rugby-Union-Spieler